# 犁齒鯛
犁齒鯛，又稱日本真鯛，是輻鰭魚綱鱸形目鯛科的其中一種。

## 分布
本魚分布於西太平洋區，包括日本南部、韓國、北韓、中國東海、台灣、菲律賓等海域。

## 深度
水深約100公尺左右。

## 特徵
本魚與赤鯮相去不多，體色鮮紅色，側線上方、背鰭基底下方有二列藍色金屬光澤的藍色斑點散生，體甚高且側扁，上下頜內有錐狀齒而無臼齒。背鰭前方硬棘不延長為絲狀，臀鰭第二、第三枚硬棘約略等長。背鰭硬棘12枚，軟條10枚；臀鰭硬棘3枚，軟條9枚。側線鱗片數54至61枚。體長可達45公分。

## 生態
本魚棲息在海流湍急的海域，以底棲的無脊椎動物為食。

## 經濟利用
高級的食用魚，適合抹鹽煎食或清蒸食用。